# Llac Longgan
El llac Longgan（(xinès) tradicional: 龍感湖, xinès simplificat: 龙感湖, pinyin: Lónggǎn Hú）és un llac d'aigua dolça de la Xina, dividit entre el comtat de Susong de la província d'Anhui, i el comtat de Huangmei de la província de Hubei. El llac està situat a prop de la riba nord de la conca mitjana del riu Iang-Tzé, enfront del llac Poyang (que està al sud del Iang-Tzé).
En l'actualitat, l'àrea de la superfície de l'aigua del llac és de 316,2 km². És una important zona de protecció pantanosa.